# Bibliothèque municipale de Schaffhouse
 (janvier 2022).
Si vous disposez d'ouvrages ou d'articles de référence ou si vous connaissez des sites web de qualité traitant du thème abordé ici, merci de compléter l'article en donnant les références utiles à sa vérifiabilité et en les liant à la section « Notes et références ».
La bibliothèque municipale de Schaffhouse appartient aux bibliothèques de formation et d’études. Elle possède un fonds scientifique universel, sans néanmoins être liée à une haute école. Puisque le canton de Schaffhouse ne gère pas sa propre bibliothèque, la BM assume le rôle d’une bibliothèque cantonale. En tant que telle, elle collectionne la littérature locale et régionale, sans pouvoir se baser sur un dépôt légal, comme la majorité des bibliothèques cantonales suisses.

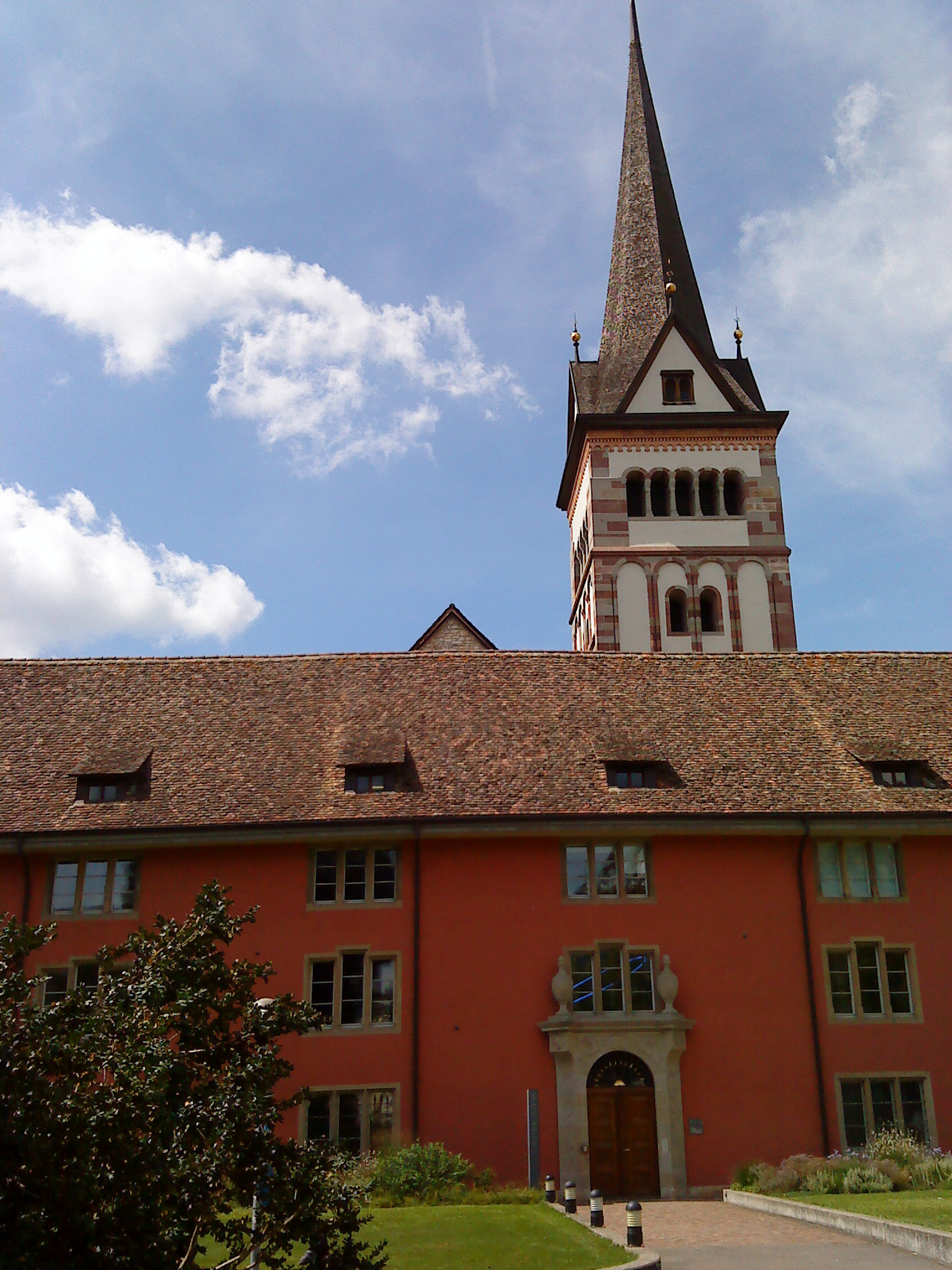
Bâtiment de la bibliothèque municipale à Münsterplatz.

Une bibliothèque cantonale ne doit pas seulement se consacrer au soin d’un fonds scientifique et historique, elle a aussi un devoir de divertissement auprès de la population. Cette double mission est partagée à Schaffhouse entre deux bibliothèques :
- la bibliothèque municipale à Münsterplatz s’occupe des fonds historiques, des manuscrits et incunables, de la littérature spécialisée, du patrimoine schaffhousois (Scaphusiana) ainsi que de la bibliothèque ministérielle. Elle est encore gérée comme une bibliothèque-magasin, donc en accès indirect.
  - Elle possède 200 000 volumes (fin 2006)
- la bibliothèque en libre accès Agnesenschütte est une bibliothèque publique moderne. Elle offre la littérature populaire scientifique et de divertissement, la littérature pour jeunes, des médias audio-visuels ainsi qu’une ludothèque (privée).
  - Elle possède 45 000 ouvrages (fin 2006)

## Historique
Schaffhouse a une histoire bibliothéconomique longue et volumineuse. Déjà en 1049, le couvent bénédictin des Toussaints possédait une bibliothèque et un scriptorium. Le premier index de l’époque a été conservé, ainsi que 70 manuscrits des XIe et XIIe siècles. Pendant la réformation, le couvent a été sécularisé, son fonds transféré au clergé protestant ; il servait comme base pour la bibliothèque ministérielle, mentionnée pour la première fois en 1547. Cette bibliothèque reste sous responsabilité cléricale, son fonds est déposé aujourd’hui à la bibliothèque municipale.
Étant donné que la bibliothèque ministérielle était trop spécialisée dans la littérature théologique et qu’elle n’était pas ouverte au public, les citoyens schaffhousois ont fondé, en 1636, leur propre bibliothèque. Cette bibliothèque bourgeoise était avant tout une bibliothèque scientifique avant comme objectif principal de couvrir les besoins en sciences. Pour pouvoir créer et développer son fonds, elle était dépendante de dons de livres et d’argent de la population. Au début, elle était hébergée à l’ancien cloître sécularisé des Toussaints, mais en 1792, la bibliothèque a déménagé à la Rheinstrasse. Au début du XIXe siècle, la bibliothèque bourgeoise est remis en possession de la ville, elle a reçu une nouvelle base légale ainsi qu’un nouvel nom : désormais, elle s’appelait officiellement Bibliothèque municipale.
Au fil du XIXe siècle, le public et les missions de la BM se sont élargis. Afin de pouvoir proposer assez de place pour les nouvelles exigences, elle a déménagé de nouveau et s’est installée d’abord, en 1829, au Heckacker avant d’arriver finalement au Münsterplatz en 1923. Le bâtiment a été rénové entre 1993 et 1995 et, dans une telle occasion, un magasin fermé souterrain a été ajouté.
En 1986, la centralisation de certaines sections fonctionnelles du bâtiment a été enlevée. Les deux bibliothèques partielles ont été créées qui sont séparées spatialement, mais gérées en commun.

## Fonds
La bibliothèque municipale et la ministérielle, gérée par cette première, se caractérisent par un fonds historique volumineux : 160 manuscrits médiévaux du couvent des Toussaints et d’autres provinces, 260 incunables (des imprimés du temps avant 1500), des manuscrits et lettres de la réformation ainsi que du XVIIIe siècle. À mentionner notamment des papiers du réformateur schaffhousois Johann Conrad Ulmer (1519-1600) et les legs des frères Johannes von Müller (1752-1809) et de Johann Georg Müller (1759-1819).

## Utilisation et catalogue
La BM au Münsterplatz et la bibliothèque en libre accès Agnesenschütte s’adressent à tout le monde et offrent de la place pour des études autodidactiques, des rencontres et des échanges d’idée.
Le catalogue en ligne sert à la recherche des fonds des deux bibliothèques. On y trouve tous les ouvrages et média dès 1985 et de plus en plus aussi les fonds plus anciens.